# Lentinellus omphalomorphus
Lentinellus omphalomorphus är en svampart som först beskrevs av Bertero & Mont., och fick sitt nu gällande namn av Rolf Singer 1969. Lentinellus omphalomorphus ingår i släktet Lentinellus och familjen Auriscalpiaceae.   Inga underarter finns listade i Catalogue of Life.